# Bộ Giáo dục Hoa Kỳ
Bộ Giáo dục Hoa Kỳ là một bộ cấp nội các của Chính phủ liên bang Hoa Kỳ. Bộ được thành lập theo Đạo luật Tổ chức Bộ Giáo dục (Cộng luật 96-88) và được Tổng thống Hoa Kỳ Jimmy Carter ký thành luật ngày 17 tháng 10 năm 1979 và bắt đầu hoạt động vào ngày 4 tháng 5 năm 1980.
Đạo luật Tổ chức Bộ Giáo dục chia Bộ Y tế, Giáo dục và Phúc lợi Hoa Kỳ thành Bộ Giáo dục Hoa Kỳ và Bộ Y tế và Dịch vụ Nhân sinh Hoa Kỳ.
Bộ Giáo dục Hoa Kỳ cho đến nay là bộ cấp nội các nhỏ nhất trong tất cả các bộ khác với khoảng 5.000 nhân viên. Tên viết tắt của bộ là ED, không phải là DOE là từ viết tắt cho Bộ Năng lượng Hoa Kỳ (United States Department of Energy).

## Thành phần
Bộ Giáo dục có mục tiêu là tạo các chương trình sinh quỹ cho giáo dục và thực thi các luật về nhân quyền và riêng tư.
Ngày 23 tháng 3 năm 2007, lúc 11:51 sáng, Tổng thống George W. Bush ký thành luật H.R. 584 nhằm ấn định tòa nhà tổng hành dinh của Bộ Giáo dục là Tòa nhà Bộ Giáo dục Lyndon Baines Johnson.
- Văn phòng Liên lạc và Ngoại giao (Office of Communications and Outreach)
- Văn phòng Tổng Tư vấn (Office of the General Counsel)
- Văn phòng Tổng thanh tra (Office of Inspector General)
- Văn phòng Lập pháp và Quốc hội vụ (Office of Legislation and Congressional Affairs)
- Văn phòng đặc trách Nhân quyền (Office for Civil Rights)
- Viện Khoa học Giáo dục (Institute of Education Sciences)
  - Trung tâm Thống kê Giáo dục Quốc gia (National Center for Education Statistics)
    - Khảo sát Tiến bộ Giáo dục Quốc gia (National Assessment of Educational Progress)
    - Trung tâm Thông tin Nguồn lực Giáo dục (Education Resources Information Center)
- Văn phòng Cải cách và Sáng tạo (Office of Innovation and Improvement)
- Văn phòng Tài chính trưởng (Office of the Chief Financial Officer)
- Văn phòng Quản lý (Office of Management)
- Văn phòng Trưởng thông tin (Office of the Chief Information Officer)
- Văn phòng Kế hoạch, Định lượng và Phát triển Chính sách (Office of Planning, Evaluation and Policy Development)
  - Sở Ngân sách (Budget Service)
- Sở Quản lý Rủi ro (Risk Management Service)

Viên chức trưởng điều hành (Chief Operating Officer)
Văn phòng Thứ trưởng
- Văn phòng Giáo dục hậu Trung học (Office of Postsecondary Education)
- Văn phòng Giáo dục người lớn và Huấn nghệ (Office of Vocational and Adult Education)
- Văn phòng Trợ giúp Sinh viên Liên bang (Office of Federal Student Aid)
- Ban Cố vấn Tổng thống về Đại học và Cao đẳng Bộ lạc (President's Advisory Board on Tribal Colleges and Universities)
- Ban Cố vấn Tổng thống về Đại học và Cao đẳng Lịch sử của người Mỹ gốc châu Phi (President's Advisory Board on Historically Black Colleges and Universities)

Văn phòng Phó Bộ trưởng
- Văn phòng Giáo dục Trung và Tiểu học (Office of Elementary and Secondary Education)
  - Văn phòng Giáo dục Di dân (Office of Migrant Education)
  - Ủy ban Cố vấn Tổng thống đặc trách cải thiện giáo dục dành cho người Mỹ gốc Hispanic.
- Văn phòng đặc trách ngôn ngữ tiếng Anh, nâng cao ngôn ngữ và thành tựu học vấn cho những học sinh có trình độ tiếng Anh hạn chế
- Văn phòng đặc trách dịch vụ phục hồi chức năng và giáo dục đặc biệt (Office of Special Education and Rehabilitative Services)
  - Viện Nghiên cứu Phục hồi chức năng và Khuyết tật Quốc gia (National Institute on Disability and Rehabilitation Research)
  - Văn phòng đặc trách các chương trình giáo dục đặc biệt (Office of Special Education Programs)
  - Cơ quan quản lý dịch vụ Phục hồi chức năng (Rehabilitation Services Administration)
- Văn phòng đặc trách an toàn và bảo đảm trường học miễn nhiễm chất ngây nghiện (Office of Safe and Drug Free Schools)
- Văn phòng Cải tiến và Sáng tạo (Office of Innovation and Improvement)

Các tổ chức liên bang có liên quan
- Hội đồng và Ủy ban Cố vấn
- Ban Quản trị Kiểm tra Quốc gia
- Viện xóa mù chữ Quốc gia Lưu trữ ngày 28 tháng 4 năm 2009 tại Wayback Machine
- Ủy ban Liên cơ quan Giáo dục Liên bang (Federal Interagency Committee on Education)

Các tổ chức được liên bang hỗ trợ
- Đại học Gallaudet
- Đại học Howard
- Viện Kỹ thuật Quốc gia dành cho người câm điếc (National Technical Institute for the Deaf)

## Chống đối
Tổng thống Ronald Reagan hứa hẹn trong suốt kỳ bầu cử tổng thống năm 1980 rằng ông sẽ loại bỏ Bộ Giáo dục khỏi Nội các Hoa Kỳ, nhưng ông không thể làm gì được trước một hạ viện có đa số đảng viên Dân chủ. Năm 1982, trong một bài diễn văn về tình trạng liên bang, ông hứa rằng: 
| “ | Kế hoạch ngân sách mà tôi đệ trình lên quý vị vào ngày 8 tháng 2 sẽ thực hiện tiết kiệm đáng kể bằng việc loại bỏ Bộ Giáo dục. | ” |

Trong suốt thập niên 1980, việc bãi bỏ Bộ Giáo dục là một phần trong chương trình nghị sự của Đảng Cộng hòa nhưng chính phủ của Tổng thống George H. W. Bush từ chối thực hiện ý tưởng này.

Năm 1996, Đảng Cộng hòa đã đưa ra việc bãi bỏ Bộ Giáo dục như là một phần quan trọng trong những lời hứa hẹn vận động của họ. Họ gọi nó là một sự can thiệp không đúng cách của liên bang vào công việc nội bộ thuộc về gia đình, tiểu bang và địa phương. Phe Cộng hòa nói rằng: 
| “ | Chính phủ liên bang không có quyền hiến định can thiệp vào trong các chương trình giáo dục hay kiểm soát việc làm trong thị trường. Đó là lý do tại sao chúng ta sẽ phải loại bỏ Bộ Giáo dục, kết thúc sự can thiệp của liên bang vào trong trường học của chúng ta và khuyến khích sự chọn lựa của gia đình ở mọi cấp bậc giáo dục. | ” |

 Trong suốt cuộc vận động bầu cử tổng thống năm 1996, Thượng nghị sĩ Bob Dole hứa rằng: "Chúng ta sẽ cắt bỏ Bộ Giáo dục."
Năm 2000, một tổ chức vận động cho ý tưởng về quyền riêng tư và hạn chế ảnh hưởng của chính phủ thuộc Đảng Cộng hòa có tên gọi là Republican Liberty Caucus đã thông qua một nghị quyết loại bỏ Bộ Giáo dục.
Năm 2008, ứng cử viên tổng thống Ron Paul vận động tranh cử tổng thống trong đó ông tỏ ra chống đối Bộ Giáo dục.
Ngày 20/03/2025 tổng thống Trump ký sắc lệnh giải thể Bộ Giáo Dục Hoa Kỳ. https://vnexpress.net/ong-trump-ky-sac-lenh-giai-the-bo-giao-duc-my-4863968.html